# Mystrium mysticum
Mystrium mysticum es una especie de hormiga del género Mystrium, familia Formicidae. Fue descrita científicamente por Roger en 1862.
Se distribuye por Comoras y Madagascar. Se ha encontrado a elevaciones de hasta 1670 metros. Vive en microhábitats como rocas, piedras, troncos podridos, vegetación baja, la hojarasca y forraje.